# Chiendents
Chiendents, « Cahier d'arts et de littératures », est une revue littéraire créée par le poète Luc Vidal et les écrivains Roger Wallet et Stéphane Beau. Les cahiers Chiendents comptent à ce jour plus de cent trente numéros.

## Numéros deChiendents
- no 1 - Louise de Ravinel, Yves Hughes, Roger Wallet - Trois nouvelles pour votre automne[2]  (ISBN 978-2-84273-818-1).
- no 2 - Jean-Luc Pouliquen ou le voyageur de mémoire[3]  (ISBN 978-2-84273-825-9).
- no 3 - Sur une feuille… de Daniel Robert (poète et peintre nantais)[4]  (ISBN 978-2-84273-827-3).
- no 4 - Philippe Lacoche - Le Hussard d'automne[5]  (ISBN 978-2-84273-837-2).
- no 5 - Michel Capmal - Sur le chemin brûlé[6]  (ISBN 978-2-84273-838-9).
- no 6 - G. de Grissac, M. Courtaux, M. Baranger, A. Gueuret, F. Malouines, C. Morange - Six contes d'hiver  (ISBN 978-2-84273-839-6).
- no 7 - Jean-Louis Rambour - Poète en temps réel[7].
- no 8 - Rève Cordel - Vers la plénitude du songe.
- no 9 - Roger Wallet - Le Petit Dico des noms communs.
- no 10 - Christian Laborde - Le d'Artagnan des mots (avec Serge Pey, Charles Ficat, Philippe Lacoche, Frédéric Aribit, Jérôme Leroy, Bernard Morlino, Frédéric H. Fajardie, Francis Lassus et Phéraille)[8].
- no 11 - Pascal Bouchet présente La Croûte (avec Alain Sevestre, Jean-Claude Montel, Thierry Picquet, Maryline Beury, Jean-Paul Plantive, L’Épicier d’Art)
- no 12 - Michel Étiévent - Le Chant des hommes.
- no 13 - Catherine Matausch - Les Sentinelles ou l'Art de voir[9].
- no 14 - Jacques Basse - Les Traits & les Mots du poète[10]  (ISBN 978-2-84273-900-3).
- no 15 - Pierre Garnier - Le Promeneur de Saisseval[11].
- no 16 - Georges Drano -  L'Habitant[12]  (ISBN 978-2-84273-900-3).
- no 17 - André Bucher - Une géographie intime.
- no 18 - Alain Paucard - De Paris.
- no 19 - B. Redonnet, S. Beau, Ph. Ayraud - Trois nouvelles rebelles.
- no 20 - Francesca Mantovani - Natures vives.
- no 21 - Philippe Tancelin - Poète de l'événement.
- no 22 - Ilse Garnier - Le chant de l'espace.
- no 23 - Audrey Gaillard, Hervé Gouzerh, Roger Wallet - Les Voyages immobiles.
- no 24 - Philippe Dossal - La Couleur du vent.
- no 25 - Bernard Leconte - La sentinelle du Nord.
- no 26 - Michel Pierre - L'humble baroque.
- no 27 - Philippe Blondeau - Travaux de poète.
- no 28 - Jean-Jacques Nuel - Auteur en stéréoscopie.
- no 29 - G. Palante, S. Beau, L. Borowitz, M. Bozec, B de Casseres - Figures individualistes.
- no 30 - Colette Gibelin - Entre doute et ferveur[13].
- no 31 - Joëlle Varenne - Farö, une nuit.
- no 32 - Patrick Poitevin-Duquesne - Réveils difficiles.
- no 33 - Nicole Drano-Stamberg - La vigilance.
- no 34 - Claude Lefebvre - Traces[14].
- no 35 - Françoise Thyrion - La Force du rêve.
- no 36 - René Alain Roux - Mirages d'automne.
- no 37 -  Patrick Gillet - Le Sac à paroles[15].
- no 38 - Éditeurs : Bons à tirer ?
- no 39 - André Doms - Pour le vif des temps.
- no 40 - Luc Vidal & Nicolas Désiré Frisque - Les Chiens du vent.
- no 41 - Nathalie Durand Lestrelin, Hélène Grolleau - Le Vent la vérité et les larmes sur la pierre.
- no 42 -  Michel Baglin - Écumes[16].
- no 43 - Anne Teyssèdre - La Cheminée.
- no 44 - Stéphane Beau - Georges Palante, un individualiste altruiste.
- no 45 - Jean Le Boël - La parole Fraternelle[17].
- no 46 - Daniel Leuwers - Sous le soleil complice[18].
- no 47 - Luc Vidal - Richard Martin ou les visages de la solitude  (ISBN 978-2-37145-019-6).
- no 49 - Marc Villemain - L'éloignement du monde.
- no 56 - Roger Wallet - Menuiseries d'intérieur.
- no 58 - Actes du colloque Émile Mouette[19].
- no 59 - Lionel-Édouard Martin - Dans le ventre de la langue.
- no 61 - Claudine Helft - Ce silence qui rougit la vérité.
- no 62 - Josyane de Jesus-Bergey - Un jour comme les autres[20].
- no 65 - Luc Vidal - Une jeune fille dans la tourmente.
- no 68 - Michel Valmer - La Princesse Palapuka.
- no 69 - Élise Aloïs - Bleu Mémoire[21].
- no 70 - Jean Berteault - Poète tranquille.
- no 71 - Jean Orizet & Jean-Marc Brunet - À l'entaille du temps.
- no 71 - Georges de Rivas - L’avènement de la Voix et l'image euphonique[22].
- no 78 - Murielle Compère-Demarcy & Didier Mélique - La Falaise effritée du Dire  (ISBN 978-2-37145-083-7).
- no 81 - Anthologie du Prix Louise-Labé (poèmes de Nimrod, Claudine Helft, Claude Adelen, Yves Namur, Claude Beausoleil, Gérard Bocholier, Sylvie Fabre G., Léopold Congo-Mbemba, Pierre-Yves Soucy, Annie Salager, etc.).
- no 86 - François Serrat & Thérèse Mormentyn - Mystère Thau[23].
- no 87 - Albertine Benedetto - Eurydice toujours nue[24].
- no 93 - Amina Saïd - Clairvoyante dans la ville des aveugles, Dix-sept poèmes pour Cassandre.
- no 98 - Ghislaine Lejard - À l’infini la Vie.
- no 101 - Roger Wallet - De "J'ai rien dit" à "Blés" (1973-2015).
- no 105 - Du Rufus, Conversation avec Luc Vidal.
- no 106 - Claude Frigara - Léo Ferré, ses pas sur la carte de la Méditerranée, En compagnie de Maurice Angeli.
- no 109 - Alain Marc, Il n'y a pas d'écriture heureuse[25].
- no 112 - Claudine Helft - Prose de poète.
- no 117 - Maëlle Levacher, Un Chœur populaire : Jehan-Rictus en pastiches aujourd’hui[26].
- no 118 - Marie-Josée Christien, La poésie pour viatique.
- no 119 - Luc Vidal - Lettre à Murielle sur la poésie et son âme.
- no 127 - François Serrat - La liberté / … Don Quichotte (Hommage à Cervantes).
- no 130 - Jean-Louis Clarac - Une ardeur terrienne.